# Autonomie Liberté Participation Écologie
Autonomie Liberté Participation Écologie (ALPE) est une ancienne coalition politique de centre gauche, présente dans la région autonome de la Vallée d'Aoste, appelée aussi Alliance du petit coq. Elle portait avant le congrès du 5 mars 2011, le nom d'Autonomie Liberté Démocratie. Le 2 avril 2019, elle a fusionné avec l'Union valdôtaine progressiste (UVP) pour former l'Alliance valdôtaine.
Elle était membre de l'Alliance libre européenne. 

## Historique

### Fondation de ALPE
Ce parti est fondé en janvier 2010 par la fusion de cinq groupes:
- Renouveau valdôtain (RV, social-libéral)
- Vallée d'Aoste Vive (VdA, social-libéral)
- Verts alternatifs (écologiste, section régionale des Verts italiens)
- un groupe d'anciens Démocrates de gauche (DS, social-démocrate)
- des personnes auparavant non-encartées, venues de la société civile.

Son idéologie progressiste mêle des éléments de social-démocratie, d'écologie et de social-libéralisme. Le parti compte cinq conseillers régionaux et un député, Roberto Nicco.
Carlo Perrin, un ancien sénateur, est élu premier coordinateur du parti,. 

### Résultats électoraux
Pour les élections générales italiennes de 2013, ALPE s'allie avec le Parti démocrate et le Parti socialiste italien pour présenter une candidate au Sénat, Patrizia Morelli, qui se place en deuxième position, et un candidat au Sénat, Jean-Pierre Guichardaz, qui n'arrive que troisième.
Lors des élections régionales de 2013, ALPE forme une alliance avec l'Union valdôtaine progressiste et le Parti démocrate qui obtient quinze sièges de conseillers, dont cinq pour ALPE.
Lors des élections européennes de 2014, son candidat, Luca Barbieri, également soutenu par l'Union valdôtaine progressiste, est présent sur la liste du Parti démocrate dans la circonscription du Nord-Ouest.
Lors des élections générales italiennes de 2018, ALPE soutient Giampaolo Marcos et Luisa Trione, deux candidats qui se présentent sous le symbole électoral « Per tutti, pour tous e pe tcheut », comme alternative à la coalition Vallée d'Aoste, tradition et progrès, et avec l'appui de Stella Alpina et d'Area civica-Pour notre vallée.
Deux mois plus tard, lors des élections régionales, ALPE obtient 9 % des voix, perd deux sièges au Conseil de la Vallée et n'en conserve plus que trois. Le 27 juin suivant, ALPE entre au gouvernement de coalition dirigé par Nicoletta Spelgatti de la Ligue. À l'automne suivant, des dissensions éclatent au sein de la coalition et le 21 novembre, ALPE et la Stella Alpina quittent le gouvernement Spelgatti. Le 10 décembre suivant, à la suite d'une motion de censure, Antoine Fosson, de Pour notre vallée (PNV), est élu nouveau président de la région et forme un gouvernement de coalition avec ALPE, l'UV, l'UVP et la Stella Alpina.
À partir du 23 juin 2018, son président est Roberto Cunéaz.
Le 2 avril 2019, elle fusionne avec l'Union valdôtaine progressiste (UVP) pour former l'Alliance valdôtaine.